# Thecla bathis
Thecla bathis är en fjärilsart som beskrevs av Fabricius 1781. Thecla bathis ingår i släktet Thecla och familjen juvelvingar. Inga underarter finns listade i Catalogue of Life.